# Message to Love: The Isle of Wight Festival
Pour les articles homonymes, voir Message to Love (chanson).
Pour plus de détails, voir Fiche technique et Distribution.
Message to Love: The Isle of Wight Festival est un film de concert américain produit, écrit et réalisé par Murray Lerner et sorti en 1996. Le sujet du film est le Festival de l'île de Wight de 1970. Le film, outre de nombreuses captations de chansons, dépeint la myriade de problèmes associés à ce festival chaotique.

## Fiche technique
- Titre : Message to Love: The Isle of Wight Festival
- Réalisation : Murray Lerner
- Scénario : Murray Lerner
- Photographie : Dennis Morgan, Andrew Carchrae, Jack Hazan, Nic Knowland, Norman Langley, Murray Lerner, Charles Stewart, Mike Whittaker
- Montage : Einar Westerlund, Stan Warnow, Greg Sheldon, Howard Alk
- Pays d'origine : États-Unis
- Langue originale : anglais
- Format : couleur
- Genre : film de concert
- Durée : 127 minutes
- Dates de sortie :
  - Allemagne : Février 1996 (Berlin International Film Festival)
  - États-Unis : 21 février 1997

## Distribution
- Ian Anderson : lui-même (Jethro Tull)
- Joan Baez : elle-même
- Martin Barre : lui-même (guitariste solo de Jethro Tull)
- John Bonham : lui-même
- Clive Bunker : lui-même (batteur de Jethro Tull)
- Chick Churchill : lui-même (Ten Years After)
- Leonard Cohen : lui-même
- Billy Cox : lui-même (bassiste de Jimi Hendrix)
- Roger Daltrey : lui-même (The Who)
- Miles Davis : lui-même
- John Densmore : lui-même (The Doors)
- Donovan : lui-même
- The Doors : eux-mêmes
- Graeme Edge : lui-même (The Moody Blues)
- Emerson, Lake and Palmer : eux-mêmes
- Keith Emerson : lui-même (Emerson, Lake and Palmer)
- John Entwistle : lui-même (The Who)
- Ricki Farr : lui-même (Master of Cérémonies)
- Andy Fraser : lui-même (Free)
- Free : eux-mêmes
- Rory Gallagher : lui-même (guitariste solo de Taste)
- Justin Hayward : lui-même (The Moody Blues)
- Jimi Hendrix : lui-même (images d'archive)
- Jethro Tull : eux-mêmes
- Simon Kirke : lui-même (Free)
- Paul Kossoff : lui-même (Free)
- Robby Krieger : lui-même (The Doors)
- Kris Kristofferson : lui-même
- Greg Lake : lui-même (Emerson, Lake and Palmer)
- Alvin Lee : lui-même (Ten Years After)
- Ric Lee : lui-même (Ten Years After)
- John Lodge : lui-même (The Moody Blues)
- Leo Lyons : lui-même (Ten Years After)
- Ray Manzarek : lui-même (The Doors)
- Richard McCracken : lui-même (basse, Taste).
- Joni Mitchell : elle-même
- Mitch Mitchell : lui-même (batteur de Jimi Hendrix)
- The Moody Blues : eux-mêmes
- Keith Moon : lui-même (The Who)
- Jim Morrison : lui-même (The Doors)
- Carl Palmer : lui-même (Emerson, Lake and Palmer)
- Mike Pinder : lui-même (The Moody Blues)
- Paul Rodgers : lui-même (Free)
- John Sebastian : lui-même
- Taste : eux-mêmes
- Ray Thomas : lui-même (The Moody Blues)
- Tiny Tim : lui-même
- Pete Townshend : lui-même (The Who)
- The Who : eux-mêmes
- John Wilson (en) : lui-même (batteur de Taste)
- Zal Yanovsky : lui-même
- Ten Years After : eux-mêmes

## Morceaux repris dans le film
- Jimi Hendrix (Message to Love, Purple Haze)
- The Who (Young Man Blues)
- Ten Years After (I Can't Keep from Crying Sometimes)
- The Doors (When the Music's Over)
- Free (All Right Now)
- Taste (Sinner Boy, Gamblin' Blues)
- Family (The Weaver's Answer)
- John Sebastian (Red Eye Express)
- Tiny Tim (There'll Always Be an England)
- The Moody Blues (Nights in White Satin)
- Kris Kristofferson (Me and Bobby McGee)
- Joni Mitchell (Woodstock, Big Yellow Taxi)
- Miles Davis (Call It Anything)
- Leonard Cohen (Suzanne)
- Emerson, Lake and Palmer (Pictures at an Exhibition)
- Jimi Hendrix (Machine Gun, Voodoo Child (Slight Return))
- Joan Baez (Let It Be)
- Jethro Tull (My Sunday Feeling)
- The Doors (The End)
- Jimi Hendrix (Foxy Lady)
- The Who (Naked Eye)